# Concistori di papa Benedetto XI

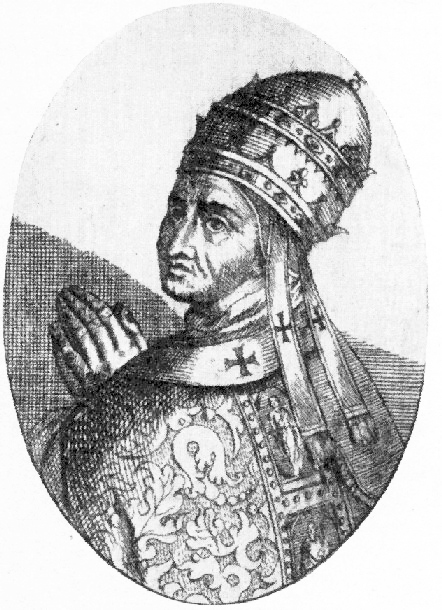
Papa Benedetto XI

Questa voce raccoglie l'elenco completo dei concistori per la creazione di nuovi cardinali presieduti da papa Benedetto XI, con l'indicazione di tutti i cardinali creati su cui si hanno informazioni documentarie (3 nuovi cardinali in 2 concistori). I nomi sono posti in ordine di creazione.

## 18 dicembre 1303 (I)
- Niccolò Alberti, O.P., vescovo di Spoleto; creato cardinale vescovo di Ostia e Velletri (morto nell'aprile 1321)
- William Marsfeld, O.P. Priore della Provincia Inglese dei Frati Predicatori (Domenicani); creato cardinale prete  col titolo di Santa Sabina morto nel 1304[1]

## 19 febbraio 1304 (II)
- Walter Winterburn, O.P., creato cardinale presbitero di Santa Sabina (morto nel settembre 1305)